# チュフナ
チュフナ（ロシア語: чухна）は、ロシア語においてフィン・ウゴル系民族を指す用語である。
チュフナに関する最初の言及は、『プスコフ第二年代記』の1444年の項にチュフノ（чухно）という語形で記されている箇所である。元来はノヴゴロド地域(ru)における、エスト人(ru)、セツ人(ru)、イジョラ人などのフィン・ウゴル系民族を指す言葉であった。
また、帝政ロシア期にはサンクトペテルブルク近辺に住む、カレル（カレリヤ）・フィン系の人々を指す言葉であった。帝政ロシア期の学者ウラジーミル・ダリ(ru)の編纂した辞典においても同様の記述がみられる。帝政ロシア期の詩人アレクサンドル・プーシキンの『青銅の騎士』の一節においても、チュホネツ（чухонец）という語形で用いられている。
チュフナという言葉は中世のフィン・ウゴル系部族の名であるチュヂに由来し、マックス・ファスマーの語源辞典では、チュヂ（чудь）に接尾辞（-хно）が結合した語であると説明されている。
現ロシア語においては、フィンランド人、エストニア人に対する侮蔑語として用いられることがある。